# Pool of London

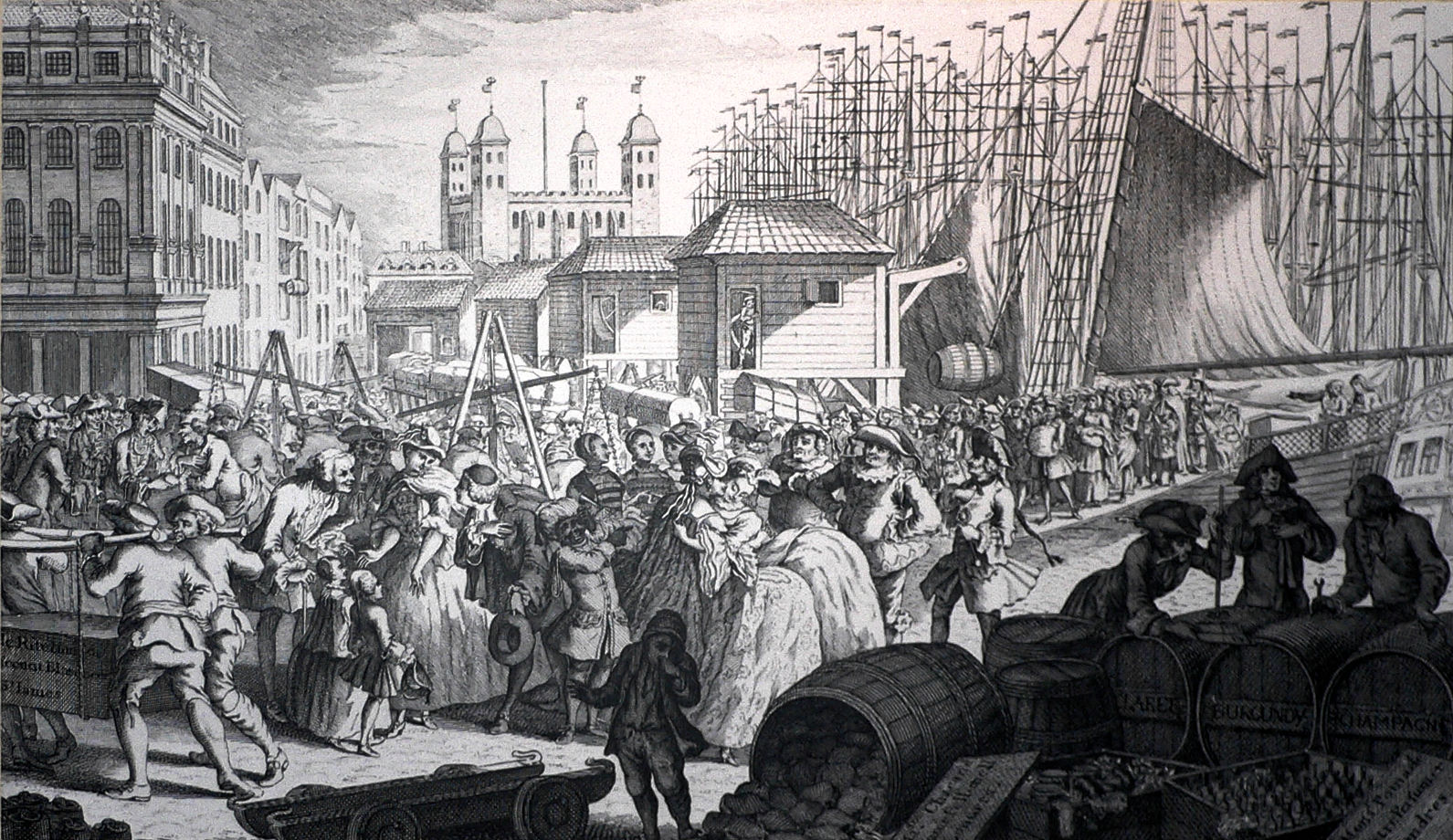
Los Legal Quays en 1757, por Louis Peter Boitard.

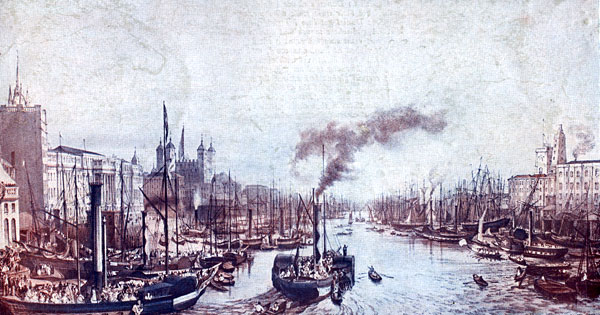
Vista de la Pool of London, río Támesis, 1841.

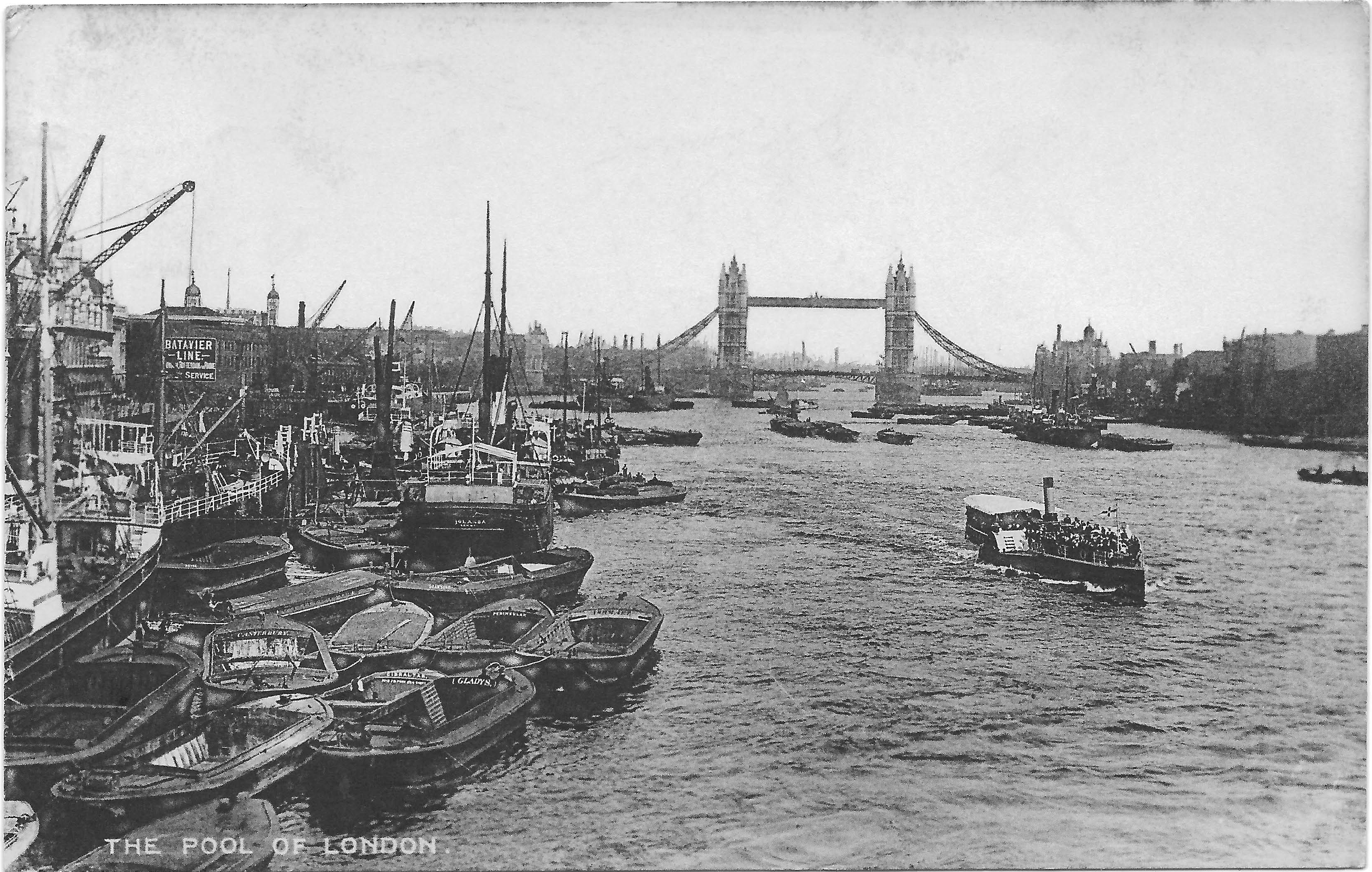
Vista de la Pool of London, río Támesis, en torno a 1938.

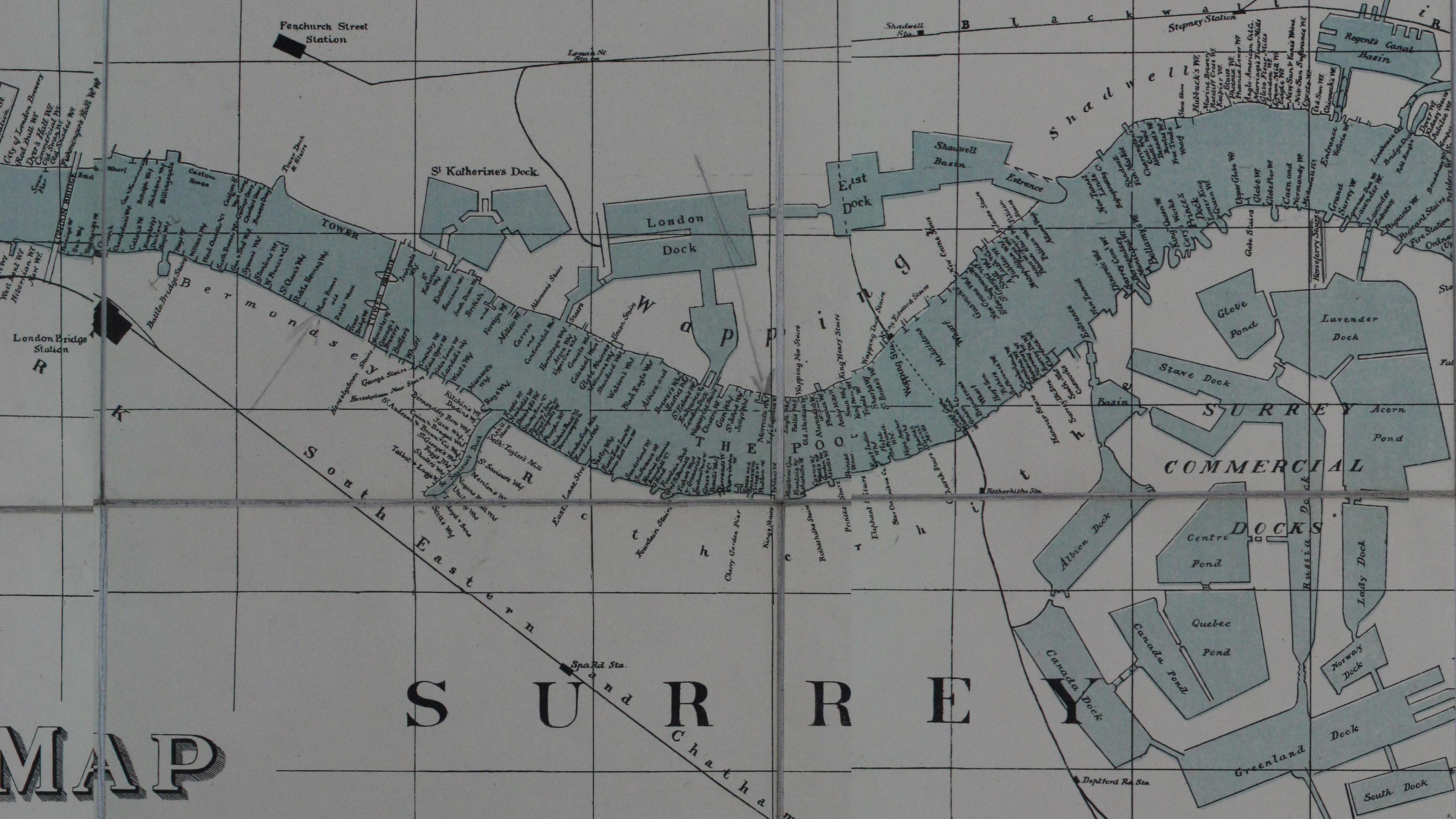
Mapa de los muelles del Támesis de 1905 desde el Puente de Londres hasta Limehouse, que muestra la Pool of London.

La Pool of London es un tramo del río Támesis comprendido desde el Puente de Londres hasta Limehouse. La Pool forma parte de la Tideway del Támesis y era navegable por buques de mástiles altos que traían bienes costeros y posteriormente extranjeros. Los muelles de esta zona eran la parte original del Puerto de Londres. La Pool of London se divide en dos partes, la Upper Pool y la Lower Pool. La Upper Pool consiste en la sección comprendida entre el Puente de Londres y el Cherry Garden Pier en Bermondsey. La Lower Pool se extiende desde el Cherry Garden Pier hasta Limekiln Creek.

## Historia
Originalmente, la Pool era el tramo del río Támesis a lo largo de Billingsgate en el lado sur de la City de Londres, donde toda la carga importada se tenía que entregar para su inspección y valoración por los funcionarios de aduanas, lo que hizo que la zona recibiera el nombre de Legal Quays (literalmente, «muelles legales»). El contrabando, el robo y el pillaje de la carga eran frecuentes tanto en los ajetreados muelles abiertos como en los abarrotados almacenes. El término se usó posteriormente, en un sentido más amplio, para designar el tramo del río desde Rotherhithe hasta el Puente de Londres, y este venerable puente era el lugar más lejano que podía llegar a navegar un buque de mástiles altos.
La Pool fue de vital importancia para Londres durante siglos —ya en el siglo vii Beda escribió que era la razón de la existencia de la ciudad—, pero alcanzó su punto álgido en los siglos xviii y xix. En esta época, el río estaba bordeado en ambas orillas por muelles que se extendían de manera casi continua durante kilómetros de longitud, con cientos de barcos amarrados en el río o en los muelles. En la segunda mitad del siglo xviii, la Pool experimentó un espectacular aumento del comercio tanto costero como extranjero. Dos tercios de los buques costeros que usaban la Pool eran colliers que satisfacían el aumento de la demanda de carbón, consecuencia del crecimiento de la población de Londres. El volumen del comercio costero prácticamente se duplicó entre 1750 y 1796, alcanzando los 11 964 barcos en 1795. En cuanto al comercio extranjero, en 1751 la Pool tuvo un tráfico de 1682 barcos y 234 639 toneladas de bienes. En 1794 estas cantidades habían ascendido a 3663 barcos y 620 845 toneladas. La congestión era tan intensa que se decía que era posible cruzar el Támesis simplemente saltando de barco en barco. Los Docklands tuvieron sus orígenes en la falta de capacidad de la Pool of London, que afectó particularmente al comercio con las Indias Occidentales. En 1799, la promulgación del West India Dock Act permitió que se construyera un nuevo muelle fuera del río para los productos de esta región, y a esto siguió el resto de los Docklands, a medida que los propietarios de los terrenos construían dársenas con mejores instalaciones y seguridad que los muelles de la Pool.

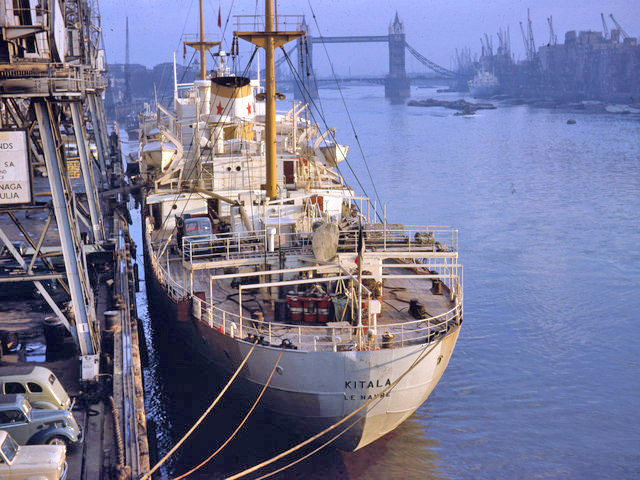
Un barco descargando en 1962.

Incluso después de la construcción de muelles fuera del río, la Pool of London siguió siendo una parte importante del Puerto de Londres. Sus actividades de transporte exigían disponder de un acceso sin restricciones, lo que imponía limitaciones en los cruces del río, que se iban haciendo cada vez más necesarios como consecuencia del desarrollo comercial en ambas orillas del río. Entre 1825 y 1843 se construyó el Túnel del Támesis desde Rotherhithe hasta Wapping. En 1894 se inauguró el Puente de la Torre, un puente basculante que permitía el paso de los barcos. En 1909 la Pool pasó a estar bajo la jurisdicción de la Autoridad Portuaria de Londres.
Los muelles prosperaron hasta los años cincuenta, pese a que sufrieron daños muy severos en los bombardeos de la Segunda Guerra Mundial. En los años sesenta, el abrupto hundimiento del tráfico comercial en el Támesis debido a la introducción de portacontenedores y puertos costeros de aguas profundas vació la Pool y provocó que se cerraran todos sus muelles y que se demolieran muchos de ellos. La zona fue modernizada ampliamente en los años ochenta y noventa para crear nuevos barrios residenciales y terciarios.

## Renovación urbana
En 1996, se fundó una organización —la Pool of London Partnership— para promover la renovación urbana de las zonas al norte y al sur del río. También se ampliaron sus límites ligeramente hacia el este para incluir los muelles de St Katharine Docks y Shad Thames. Tras una década de regeneración y una inversión de aproximadamente cien millones de libras, la Pool of London Partnership se disolvió en marzo de 2007 y su trabajo fue continuado parcialmente por tres nuevas organizaciones: Team London Bridge, el Potters Fields Park Management Trust y el Tower Hill Management Group. La «zona central» incluye Borough Market, el Puente de Londres, el Guy's Hospital, la estación de London Bridge, la Hay's Galleria, el HMS Belfast, el Ayuntamiento de Londres, Shad Thames, el Puente de la Torre, St Katharine Docks, la Torre de Londres, la estación de Tower Hill y el Monumento al Gran Incendio de Londres.